# قلعه دامبارتون
قلعه دامبارتون (به انگلیسی: Dumbarton Castle) یک قلعه در بریتانیا است که در دامبرتون اسکاتلند واقع شده‌است. قلعهٔ دامبارتون قدیمی‌ترین تاریخ ثبت‌شده در میان همهٔ استحکامات اسکاتلند را دارد و روی درپوش آتشفشانی یک بازالت موسوم به صخره دامبارتون ساخته شده‌است. از این قلعه در کتاب جغرافیای بطلمیوس نام برده شده‌است.